# 禁錮
禁錮（きんこ）とは、自由刑に作業義務等による区分を設けている法制度において作業義務を科さない刑罰のうち長期のものである。作業義務のある懲役、作業義務を科さず短期の拘留と区分する。
なお、アメリカ合衆国、イギリス、フランスなど自由刑に区分を設けない法制度の刑種について公的な資料などでは「拘禁刑」と表現されている。これらの国では長期の禁錮と短期の拘留のように刑種が別の区分になっていない。また、アメリカ合衆国やイギリスなどの拘禁刑には刑務作業が定められている場合があるものの、日本などの懲役刑が刑務作業を刑罰の内容としているのに対し、アメリカ合衆国やイギリスなどの拘禁刑は刑務作業を刑罰の内容として位置づけているものではない（後述）。

## 概説

### 刑の区分
禁錮は日本など自由刑に作業義務の区分がある法制度において所定の作業義務を科さない刑罰のうち長期のものである。作業義務の有無により懲役と区分する（禁錮の場合でも申請により作業を行うことはできる）。また、作業義務を科さない刑罰のうち禁錮よりも短期のものは拘留という。
なお、自由刑に区分を設けない法制度の刑種については公的な資料などでは「拘禁刑」と表現されている。日本語訳では便宜的に重罪の自由刑に「懲役」や「禁錮」の訳、軽罪の自由刑に「拘禁刑」の訳が当てられることもあるが、いずれも法制度上の作業の強制等を伴うものではない場合があり法制度に関する資料では「拘禁刑」と訳されている。アメリカ合衆国の自由刑であるImprisonmentやイギリスの自由刑であるCustodial Sentenceなどの刑も公的な資料などでは「拘禁刑」と訳される。これらの自由刑には刑務作業が定められている場合があるため便宜的に「懲役」と訳されることもあるが、日本などの懲役刑が刑務作業を刑罰の内容としているのに対し、アメリカ合衆国やイギリスなどの拘禁刑は刑務作業を刑罰の内容として位置づけているわけではない。

### 漢字の表記

#### 一般での表記
代用表記と言われると、戦前「禁固」という表記は全く使われなかったかのように思われがちだが、決してそうではない。明治期に発行された書籍にも極少数ながら「禁固」の表記が確認できる。「禁固」は、それほど一般的な表記でなかっただけの話にすぎない。2010年（平成22年）11月30日に内閣告示された新しい常用漢字表では「錮」の字が含まれたので、以後は戦前と同じように、ルビなしで使うことが許容されることになった。マスメディアでも「禁錮」が用いられるようになっている。

## 日本の禁錮

### 法令での表記
法令での表記は時代によって変遷がある。制定時期と改正時期の違いにより、同一の法律内に複数の表記が混在しているものもある。
禁錮
単純に漢字表記したもの。戦前から1947年（昭和22年）頃まで、及び2010年（平成22年）頃以降に制定された法令。検察庁法20条など。
禁こ
「こ」を平仮名書きして、傍点を付したもの。1948年（昭和23年） - 1954年（昭和29年）頃に制定された法令。電波法107条など。戦後、政府は国語国字改革を推進し、当用漢字や常用漢字を定めるなど、法令・公文書・新聞・雑誌および一般社会で使用すべき漢字を限定した。その中には「錮」は入れられなかったため、平仮名に置き換えられた。
禁錮
「錮」に、ルビを付したもの。1955年（昭和30年）頃 - 2010年（平成22年）頃に制定された法令。表外漢字であっても、交ぜ書きすると読みづらいとされたことから。法令内に複数回「禁錮」が出てくるときは、すべてにルビを振っている法令と、最初の1回だけにルビを振っている法令がある。
禁固
「錮」を「固」で代用表記したもの。改正刑法草案（1974年（昭和49年））で使用されたが、実際に成立した法令での使用例はない。マスメディアや一般社会では広く用いられてきた。

### 内容
禁錮は、自由刑の一種で、受刑者を刑事施設に拘置する刑罰（刑法13条）。
同じく自由刑である懲役との制度上の違いは、懲役は刑務作業の義務があるのに対し、禁錮は刑務作業の義務がないことにある。このため、刑の軽重は「懲役 ＞ 禁錮」であるが、刑務作業がないからといって自由に動き回ることは許されず、起床から就寝まで一日中監視され、不用意に動くと刑務官から厳しく叱責される。このため、極めて過酷な精神的苦痛を伴うことから捉え方によっては懲役より厳しいとされる。
刑務作業の義務はないが、自ら志願して刑務作業に従事することも可能。上述の理由で精神的負担が重いため、禁錮刑を受けた受刑者の大部分が作業への従事を望むのが実情。事実、2023年3月31日時点の禁錮受刑者のうち86.5%が作業に従事していた。このため、懲役と禁錮を区別する意義は薄いとする議論（自由刑単一化論）があった。懲役と禁錮を一本化して拘禁刑を創設する改正刑法が2022年6月に成立し、2025年6月1日に施行された。
古くは、禁錮は政治犯や過失犯に科されるもので、懲役は破廉恥罪（殺人、窃盗など道徳的に非難されるべき動機により行われる犯罪）に対して科されるものとする理解があった。その名残として、政治犯的性質を持つ内乱罪の法定刑には懲役がない。しかし、現代においては必ずしもこのように解釈されているわけではなく、例えば、過失犯は非破廉恥罪だが懲役刑が科されることもある。
なお、検身は懲役・禁錮ともに同じ。

### 種類
禁錮は無期と有期とがある。
無期禁錮
無期禁錮は、死刑、無期懲役に次いで重い刑である。日本国の刑事法において法定刑として無期禁錮が定められている罪は、内乱罪（首謀者及び謀議参与者等）、並びに爆発物使用罪（爆発物取締罰則第1条）及び爆発物使用未遂罪（爆発物取締罰則第2条）のみである。なお、1974年（昭和49年）の改正刑法草案では、外国に対する私戦行為に対して無期禁錮を最高刑とする(短期は1年)案が出されたが、採用されなかった。
なお、死刑を減軽する場合は、無期の懲役若しくは禁錮又は10年以上30年以下の懲役若しくは禁錮となっているが、これは禁錮に当たる罪と同質の罪について、死刑を減軽する場合に無期又は10年以上30年以下の禁錮にするとされると考えられるため、懲役に当たる罪と同質の罪（例：殺人、外患誘致など）について、死刑を減軽する場合は無期又は10年以上30年以下の懲役となり、無期又は10年以上30年以下の禁錮にすることはできないと考えられる。同様に、無期禁錮を減軽する場合は、7年以上30年以下の禁錮として処断する（刑法68条、刑法71条など）。
有期禁錮
有期禁錮は、原則として1ヶ月以上20年以下である（但し、刑を加重する場合、及び死刑・無期禁錮を減軽する場合には30年まで、有期禁錮を減軽する場合は1ヶ月未満にすることができる）。したがって、例えば「無期又は3年以上の禁錮に処する」罪の場合に有期禁錮を主刑として選択した場合には、裁判所は、原則として「3年以上20年以下」の範囲内で量刑を行うこととなる。
有期懲役と刑の軽重を比較するときは、「有期の禁錮の長期が有期の懲役の長期の二倍を超えるとき」は禁錮のほうが重い刑であるとされている（刑法10条）。
3年以下の禁錮刑を言い渡す場合においては、情状によって、その刑の全部又は一部の執行を猶予することができる（執行猶予）。

### 科刑状況
禁錮判決が確定した件数は次のとおりである。95パーセント以上が執行を猶予されており、実刑判決でも大半は3年以下。無期禁錮は、少なくとも1947年（昭和22年）以降には言い渡されていない。2016年（平成28年）6月に刑の一部執行猶予制度が導入されたが、2019年（令和元年）12月までには一部執行猶予を言い渡されていない。
| 年     | 総数  | 有期実刑 | 一部執行猶予 | 全部執行猶予 |
| ------ | ----- | -------- | ------------ | ------------ |
| 2000年 | 2,887 | 179      | －           | 2,708        |
| 2001年 | 3,003 | 198      | －           | 2,805        |
| 2002年 | 3,510 | 233      | －           | 3,277        |
| 2003年 | 4,017 | 254      | －           | 3,763        |
| 2004年 | 4,215 | 214      | －           | 4,001        |
| 2005年 | 3,904 | 249      | －           | 3,655        |
| 2006年 | 3,696 | 237      | －           | 3,459        |
| 2007年 | 3,547 | 211      | －           | 3,336        |
| 2008年 | 3,367 | 187      | －           | 3,179        |
| 2009年 | 3,362 | 193      | －           | 3,169        |
| 2010年 | 3,351 | 148      | －           | 3,203        |
| 2011年 | 3,229 | 118      | －           | 3,111        |
| 2012年 | 3,227 | 105      | －           | 3,122        |
| 2013年 | 3,174 | 116      | －           | 3,058        |
| 2014年 | 3,124 | 73       | －           | 3,051        |
| 2015年 | 3,141 | 73       | －           | 3,068        |
| 2016年 | 3,193 | 56       | 0            | 3,137        |
| 2017年 | 3,065 | 68       | 0            | 2,997        |
| 2018年 | 3,159 | 60       | 0            | 3,099        |
| 2019年 | 3,076 | 55       | 0            | 3,021        |
| 2020年 | 2,738 | 47       | 0            | 2,691        |
| 2021年 | 2,670 | 46       | 0            | 2,624        |
| 2022年 | 2,630 | 50       | 0            | 2,580        |
| 2023年 | 2,703 | 43       | 0            | 2,660        |

### 禁錮以上の刑に関する欠格条項
禁錮以上（死刑、懲役、禁錮）の刑に処せられた場合について、法律や法令で欠格事由としている例があり、俗にいう「前科者」も「禁錮以上の刑に処せられた者」（または執行猶予中の者）を指すことが多いが、より厳格な例として「罰金以上の刑に処せられた者」（交通違反など）まで含まれることもある。
|                  | 禁錮以上の刑に処せられて刑期満了                                                                                        | 禁錮以上の刑に処せられて刑期満了                                                     | 禁錮以上の刑に処せられて刑期満了 | 禁錮以上の刑に処せられて刑期満了 | 禁錮以上の刑に 処せられた者 |
| になっていない者 | から2年経過しない者 | から3年経過しない者                                                                  | から5年経過しない者 | | 禁錮以上の刑に 処せられた者 |
| ---------------- | --- | ------------------------------------------------------------------------------------ | --- | --- | --- |
| 国家公務員       | 国家公務員一般職 外務公務員 行政執行法人職員 国会職員 裁判所職員 自衛官 人権擁護委員 国会議員                           |                                                                                      | | | 検察官 国家公安委員会委員 裁判員 裁判官 人事官 精神保健審判員 電波監理審議会委員 土地鑑定委員会委員 公害健康被害補償不服審査会委員 運輸安全委員会委員長又は委員 保護司 検察審査員 |
| 地方公務員       | 地方公務員一般職 特定地方独立行政法人職員 収用委員会委員 地方自治体首長 地方議会議員 海区漁業調整委員会公選委員         | 固定資産評価審査委員会委員                                                           | | | 教育委員会委員 都道府県公害審査会委員 都道府県公安委員会委員 |
| 公務員以外       | 株式会社取締役 商工会議所会員 労働金庫役員 農業協同組合役員 宗教法人役員 農林中央金庫役員 社会福祉法人役員 医療法人役員 | 特定非営利活動法人理事 特定非営利活動法人監事                                        | 商工会役員 適格消費者団体役員 日本スポーツ振興センター役員 日本中央競馬会経営委員会委員及び役員 地方競馬全国協会役員 地方競馬全国協会運営委員会委員 | 公益社団法人理事 公益社団法人監事 公益社団法人評議員 公益財団法人理事 公益財団法人監事 公益財団法人評議員 港湾運営会社役員 銀行等保有株式取得機構役員 国民生活センター紛争解決委員会委員 警備員 | 日本銀行役員 日本放送協会経営委員会委員 校長 教員 学校法人役員 |
| 国家資格         | 郵便認証司 | 介護福祉士 海事代理士 技術士 情報処理安全確保支援士 社会福祉士 精神保健福祉士 保育士 | 税理士 社会保険労務士 行政書士 公認会計士 司法書士 土地家屋調査士 中小企業診断士 通関士                                                             | 建築士 水先人 宅地建物取引士 貸金業務取扱主任者 | 弁護士 弁理士 教育職員免許 |

## 旧刑法における禁錮
1882年（明治15年）施行のいわゆる旧刑法においては、禁錮は、現在と異なるものとして定められていた。現在の禁錮は作業義務を課さない自由刑の名称であるが、当時は定役に服する「重禁錮」と服さない「軽禁錮」(当時の表記は「輕禁錮」)の両方があった（旧刑法8条及び24条1項）。

### 期間
重禁錮と軽禁錮のどちらも11日以上5年以下とされ、多くの場合は「三月以上三年以下ノ重禁錮ニ處ス」というようにそれぞれの条文で更に長期と短期が定められた（旧刑法24条2項）。
一定の条件の下、加重理由があるときは7年まで延長することができ（旧刑法70条2項但書）、減軽するときは拘留（当時の拘留は1日以上10日以下）に処することができた（旧刑法71条）。

### 科される場合
重禁錮は、傷害のうち比較的軽い様態のもの（旧刑法300条2項以下）や窃盗（旧刑法366条以下）などの幅広い罪に対する刑罰として定められていた。また、軽禁錮は、中立命令違反（旧刑法では134条）や自殺関与及び同意殺人（旧刑法320条）の罪などで定められていた。
このほか、より重い刑であり定役に服する軽懲役を減軽する場合には2年以上5年以下の重禁錮に、定役に服さない軽禁獄を減軽する場合には2年以上5年以下の軽禁錮に処することとされていた（旧刑法69条）。
更に、罰金を完納できない者は、現在では労役場に留置するとされているが、当時は罰金の代わりに軽禁錮に処するものとされていた（旧刑法27条1項）。

### 付随の効果
重禁錮又は軽禁錮に処せられた者は、現在の官職を失い、刑期満了までの間公権が停止された（旧刑法33条）。

### 現在における適用
1908年（明治41年）に旧刑法が廃止、現行刑法が施行され、上記の重禁錮及び軽禁錮も廃止された。通貨及証券模造取締法や決闘罪ニ関スル件など、当時「重禁錮」又は「軽禁錮」として定められて現在も有効な刑罰規定があるが、重禁錮は有期懲役、軽禁錮は有期禁錮として適用される（刑法施行法第19条1項及び2条）。